# Alea jacta est

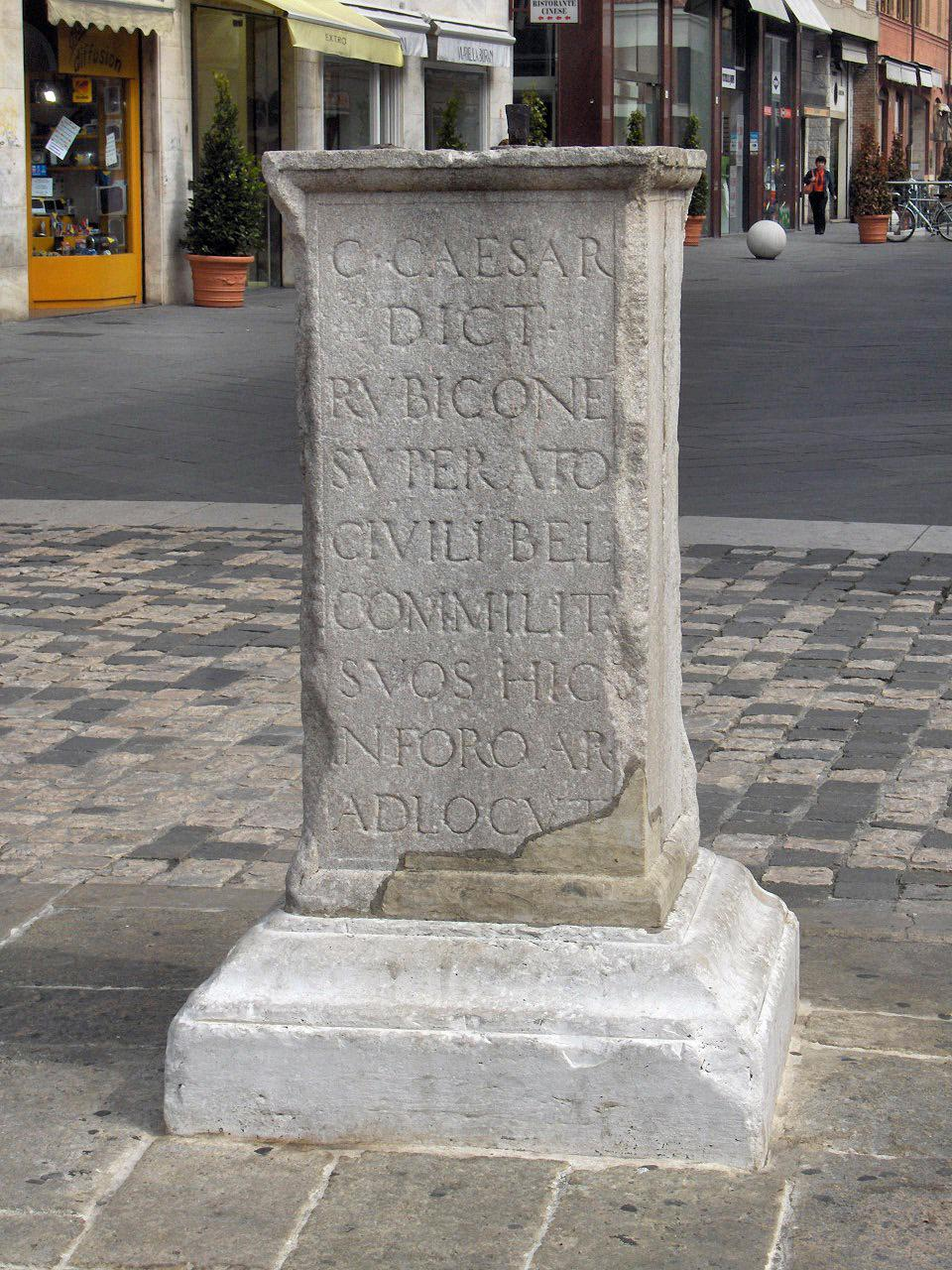
À Rimini, une stèle marque l'endroit où selon la tradition César harangua son armée après avoir franchi le Rubicon.

Alea jacta est est une locution latine signifiant « le sort en est jeté », ou « les dés sont jetés », que Jules César aurait prononcée le 10 janvier 49 av. J.-C. avant le passage du fleuve Rubicon. La tradition a retenu la forme latine de cette phrase, mais il n'est pas impossible qu'elle ait plutôt été prononcée en grec : Ἀνερρίφθω κύϐος (Anerríphthô kýbos).

## Précisions historiques
Le Rubicon marquait la limite entre la Gaule cisalpine, province sous l’autorité d'un proconsul (Jules César à l'époque), et l'Italie. Le Sénat romain, pour assurer Rome contre le général commandant les troupes romaines en Gaule, avait déclaré sacrilège et parricide quiconque passerait cette rivière avec des armes, une légion ou même une cohorte. Quand le Sénat eut refusé à César le consulat et la continuation de son gouvernement, celui-ci, qui n'attendait qu'un prétexte pour renverser Pompée, résolut de marcher sur Rome. Cependant, lorsqu'il fut sur les bords du Rubicon, il s'arrêta un instant, effrayé de l'audace de son entreprise, avant de s'élancer enfin, poussé par le désir de la vengeance.
Plutarque, Suétone et Appien, tous trois historiens du Ier siècle après J.-C., dépeignent, dans leurs œuvres respectives, un César réfléchissant longuement devant l’importance de son entreprise, qui allait bouleverser la République. Les trois auteurs évoquent ce qui deviendra un mot historique de César et Suétone ajoute que César prit sa décision à la suite d’un signe miraculeux qui entraîna ses troupes à franchir le pont du Rubicon.

## Signification et interprétation
Cette locution latine se traduit habituellement par : « le sort en est jeté » ou « les dés sont jetés », ce qui peut signifier que l'individu s'en remet à la chance, aux événements sur lesquels il n'aurait aucune emprise, n'ayant plus la possibilité de revenir sur ce qui a été commis.

## Remarques linguistiques
Si les trois historiens Plutarque, Suétone et Appien s'accordent sur le fait que César ait prononcé une phrase au moment de franchir le Rubicon, Suétone en rapporte une version latine (Alea jacta est), tandis que Plutarque en propose une version en grec ancien Ἀνερρίφθω κύβος (Anerríphthô kýbos).
Plusieurs spécialistes, linguistes et historiens, ont alors tenté de savoir en quelle langue la phrase aurait été prononcée originellement. Parus dans les années 1950,,, tous ces articles parviennent indépendamment aux mêmes conclusions : César cita dans la langue originale le proverbe grec bien connu « ἀνερρίφθω κύϐος », qui apparaît notamment dans un vers de Ménandre, auteur apprécié de César, mais que Suétone rendit assez mal par alea jecta est, puisque le sens de l’expression grecque n’est pas « le dé est jeté », mais bien « le dé soit jeté ». Dès lors, il faudrait peut-être adopter la correction « jacta alea esto », qui remonte à Érasme.
En français, l'expression « le sort en est jeté » est attestée depuis François de Malherbe.

## Réserves
Parmi les nombreux historiens antiques qui ont couvert cette période, seuls Plutarque, puis Suétone et enfin Appien rapportent la formulation d'une sentence par César au moment de l'épisode du Rubicon.
En effet, Jules César lui-même, au début de ses Commentarii de bello ciuili, ne dit pas un mot de cette anecdote, ni du passage du Rubicon, sur lequel il préféra sans doute ne pas abonder, puisqu'il avait franchi le fleuve en toute illégalité.
L’historien Velleius Paterculus, qui écrit sous Tibère — donc avant Plutarque —, évoque le passage du Rubicon, mais ne rapporte aucune parole historique.
Dion Cassius, historien postérieur à Plutarque, Suétone et Appien, est encore plus laconique : « César mit alors, pour la première fois, le pied hors de son gouvernement et s’avança jusqu’à Ariminum ».